# Pavo Gagulić
Pavo Gagulić (* 23. September 1974 in Gradačac) ist ein ehemaliger kroatischer Politiker.

## Politische Tätigkeit in Deutschland
Von 1986 bis 1995 wohnte Gagulić in München, wo er die Schulausbildung beendete.
1990 wurde er Mitglied der Kroatischen Demokratischen Union (kroatisch Hrvatska demokratska zajednica, Kürzel: HDZ).
Von 1991 bis 1993 war er Vorsitzender der Kroatischen Jungen Union in München, dem Auslandsableger der HDZ-Jugendorganisation (kroatisch: Mladež Hrvatske demokratske zajednice, Kürzel: MHDZ), 1991 bis 1994 deren bayerischer MHDZ-Landesvorsitzender, 1994 bis 1996 MHDZ-Bundesvorsitzender und Vorsitzender der Europäischen Koordination der Jugend der Kroatischen Demokratischen Union, welches die europäischen Auslandsverbände in Deutschland, Belgien, Schweiz, Österreich, Großbritannien und Schweden umfasste. Gagulić trug maßgeblich zur Gründung von MHDZ-Ortsverbänden in Bayern bei und baute politische Kontakte mit der Jungen Union Bayern und der CSU in München auf. 1993 bis 1995 war er stellvertretender HDZ-Landesvorsitzender von Bayern.

## Jugendfunktionär in Kroatien
Im Juli 1994 wurde er am 2. Jugendkonvent der kroatischen MHDZ in Osijek als Vertreter der Auslandskroaten ins Präsidium gewählt. 1995 kehrte er nach Kroatien zurück und wurde stellvertretender Generalsekretär. Auf dem 3. Jugendkonvent im Juli 1996 in Split wurde er als Generalsekretär bestellt. Gagulić arbeitete an der ersten Gesetzfassung für die kroatische Studentenvertretung (Hrvatski studentski zbor) mit, welches 1996 in Kraft trat. Als Wahlkampfleiter der MHDZ-Studentenorganisation, der Kroatischen Akademischen Gemeinschaft (Hrvatska akademska zajednica) konnte er 1997 die Mehrheit in der kroatischen Studentenvertretung erringen. 1997 wurde er mit 23 Jahren als jüngstes Mitglied in das HDZ-Präsidium unter dem Staatspräsidenten Franjo Tuđman kooptiert.
Zweimal war er Mitglied des Zagreber Stadtrates, 1997 bis 2000 sowie 2001 bis 2005. Im ersten Mandat war er Vorsitzender des Unterausschusses für Jugend- und Familienfragen.

## Zagreber Oppositionsführer
Im Jahre 2000 wurde Gagulić zum neuen Zagreber HDZ-Geschäftsführer bestellt und leitete die Wahlkämpfe der Stadtpartei für die Bezirkswahlen im Dezember 2000 sowie die Stadtratswahlen in 2001. Im April 2002 wurde er zum Stadtparteivorsitzenden gewählt und damit Oppositionsführer gegenüber dem amtierenden Zagreber Bürgermeister Milan Bandić. Wegen Kritik an der „Säuberungspolitik“ des in einer Kampfabstimmung wiedergewählten Parteivorsitzen Ivo Sanader wurde Gagulić im Dezember 2002 aus der Partei und Stadtratsfraktion ausgeschlossen, die Zagreber Stadtorganisation sowie sieben von 17 Bezirksverbänden wurden wegen Unterstützung aufgelöst. Als neue kommissarische Vorsitzende wurde Jadranka Kosor ernannt. Gagulić war daraufhin bis 2005 unabhängiger Stadtrat.

## Belege
1. ↑  Vjesnik, 2. Dezember 2002. Nakon raspuštanja zagrebačkog gradskog HDZ-a. Kosor: Nema čistki u stranci. (Memento des Originals vom 3. Januar 2005 im Internet Archive)  Info: Der Archivlink wurde automatisch eingesetzt und noch nicht geprüft. Bitte prüfe Original- und Archivlink gemäß Anleitung und entferne dann diesen Hinweis. Abgerufen am 11. Oktober 2008 (kroatisch).

| Personendaten    | Personendaten         |
| ---------------- | --------------------- |
| NAME             | Gagulić, Pavo         |
| KURZBESCHREIBUNG | kroatischer Politiker |
| GEBURTSDATUM     | 23. September 1974    |
| GEBURTSORT       | Gradačac              |